# Ловинь
Лови́нь — село в Україні, у Ріпкинській селищній громаді Чернігівського району Чернігівської області. Населення становить 462 осіб. До 2020 орган місцевого самоврядування — Ловинська сільська рада.

## Історія
1859 року у власницькому містечку Городнянського повіту Чернігівської губернії, мешкало 568 осіб (275 чоловічої статі та 293 — жіночої), налічувалось 177 дворових господарств, існували православна церква та єврейський молитовний будинок.
Станом на 1885 рік у колишньому власницькому містечку Яриловицької волості мешкало 474 особи, налічувалось 67 дворових господарств, існували православна церква, єврейський молитовний будинок, постоялий будинок, склозавод.
За переписом 1897 року кількість мешканців зросла до 1418 осіб (705 чоловічої статі та 713 — жіночої), з яких 1187 — православної віри, 231 — юдейської.
12 червня 2020 року, відповідно до розпорядження Кабінету Міністрів України    № 730-р «Про визначення адміністративних центрів та затвердження територій територіальних громад Чернігівської області», увійшло до складу Ріпкинської селищної громади.
19 липня 2020 року в результаті адміністративно-територіальної реформи та ліквідації Ріпкинського району село увійшло до складу Чернігівського району Чернігівської області.

## Населення

### Мова
Розподіл населення за рідною мовою за даними перепису 2001 року:
| Мова       | Кількість | Відсоток |
| ---------- | --------- | -------- |
| українська | 453       | 98.05%   |
| російська  | 8         | 1.73%    |
| білоруська | 1         | 0.22%    |
| Усього     | 462       | 100%     |

## Пам'ятки
Пам'ятки природи:
- «Замглай» — ландшафтний заказник державного значення площею 4428 га, який був утворений у 2000 р. Це один із найбільших болотних масивів Полісся між річками Сож та Десна. Об'єкт розташований біля містечка Замглай та с. Ловинь.